# Luciano Aued
Luciano Román Aued (La Plata, 1 de março de 1987) é um futebolista argentino que atua como meia. Atualmente, está no Unión La Calera.

## Carreira
Formado na base do Gimnasia y Esgrima, Aued jogou por Racing e também o Universidad Católica, da Chile.

### Universidad Católica
Depois de passar por Racing, foi apresentado como um novo reforço da Universidad Católica em 30 junho de 2017 por duas temporadas. Após a volta dos longos torneios, Universidad Católica foi campeão da Campeonato Chileno de Futebol de 2018 e da Supercopa de Chile 2019.
Em dezembro de 2019, renovou o contrato com o clube por uma temporada mais. Em 2019 foi campeão da Campeonato Chileno 2019.  Em dezembro de 2020, ele renovou novamente por uma temporada mais. Em 10 de fevereiro de 2021, pela penúltima data, Universidad Católica conquistou da Campeonato Chileno 2020 e posteriormente foi campeão da Supercopa de Chile 2020. No final de 2021, Universidad Católica foi coroada tetracampeã do torneio nacional, após vencer as edições 2018, 2019, 2020 e 2021. Em dezembro  de 2021 ele voltou a firmar sua relação com o clube até dezembro de 2022.

## Títulos
Racing Club
- Campeonato Argentino de Futebol: 2014

Universidad Católica
- Campeonato Chileno: 2018, 2019, 2020, 2021
- Supercopa de Chile: 2019, 2020, 2021

### Prêmios individuais
- Melhor jogador da Campeonato Chileno (El Gráfico Chile - ANFP): 2018
- Melhor meio-campista da Campeonato Chileno (El Gráfico Chile - ANFP): 2018
- Equipe ideal da Campeonato Chileno (El Gráfico Chile - ANFP): 2018
- Melhor jogador estrangeiro da Campeonato Chileno (El Gráfico Chile - ANFP): 2018